# Pitú

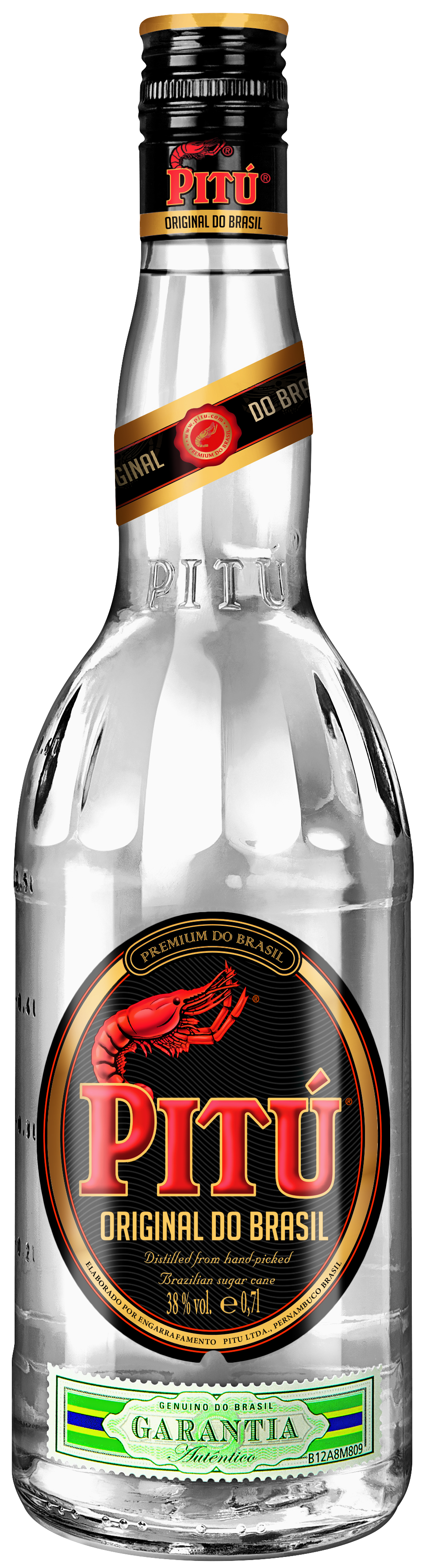
Pitú-Flasche 0,7 l

Pitú ist eine Marke für Spirituosen. Bekannt ist vor allem der Cachaça Pitú Original. Cachaça ist ein brasilianischer Zuckerrohrschnaps, der aus fermentiertem Zuckerrohrsaft gebrannt wird. Mit einem Absatz von umgerechnet 10,5 Millionen 9-Liter-Cases rangierte Pitú im Jahr 2013 auf Platz 25 der weltweit bedeutendsten Spirituosenmarken.
Die Hauptdestillerie befindet sich in Vitória de Santo Antão in Brasilien. Die Markenrechte in Europa gehören der Firma Anton Riemerschmid Weinbrennerei und Likörfabrik, einem Unternehmen der Underberg-Gruppe. Der Vertrieb erfolgt in Deutschland durch die Vertriebsgesellschaften Diversa Spezialitäten und TeamSpirit, in der Schweiz durch die Dettling & Marmot AG.

## Produkte
Das Hauptprodukt Pitú Original ist ein ungelagerter Cachaça mit 38 % Vol. und wird in Deutschland hauptsächlich als Zutat für den Cocktail Caipirinha vermarktet. Daneben werden noch fassgelagerte Cachaça-Qualitäten (Pitú Especial, Pitú Maturidado), fertig gemischte Batidas (Pitú Batida Kokosnuss, Pitú Batida Erdbeere) sowie verschiedene Mischgetränke in Dosen (Pitú Premium Caipirinha, Pitú Brazilian Mojito, Pitú Guaraná + Berry) und Pitŭ AlcoholL-Free angeboten.
Im Unterschied zu traditionell hergestelltem Cachaça („Cachaça artesanal“) gehört Pitú, wie auch die in Deutschland ebenfalls bekannten Marken Nêga Fulô, Cachaça 51, Velho Barreiro und Ypióca, zu den industriell produzierten Zuckerrohrschnäpsen. Diese werden in größeren Mengen und nicht nach dem traditionellen Brennverfahren in Kupferbrennblasen hergestellt.

## Geschichte
Nach Angaben des Herstellers wurde Pitú im Jahr 1938 von Ferrer de Morais und Cândido Carneiro im Nordosten Brasiliens entwickelt. Das Getränk erhielt seinem Namen nach der in Brasilien in verschiedenen Flüssen heimischen Süßwassergarnele pitu (ohne Akzent) Macrobrachium carcinus (aus der Gattung Macrobrachium), die auch in der Nähe der heutigen Hauptdestillerie der Firma verbreitet ist.
In den 1980er Jahren begann der Import nach Deutschland durch die Anton Riemerschmid Unternehmensgruppe, die seit 1996 zu Underberg gehört. Pitú trug dabei maßgeblich zur Popularität des Cocktails Caipirinha bei. Lange Zeit war Pitú die einzige, flächendeckend in Deutschland erhältliche Cachaça-Marke und ist noch heute mit großem Abstand Marktführer. Auf anderen Märkten, beispielsweise in den Vereinigten Staaten, ist Pitú hingegen kaum bekannt und rangiert auch in Brasilien deutlich hinter dem Marktführer Cachaça 51.